# Turpuk Sihotang
Turpuk Sihotang is een bestuurslaag in het regentschap Samosir van de provincie Noord-Sumatra, Indonesië. Turpuk Sihotang telt 410 inwoners (volkstelling 2010).